# Sara kulturhus
Sara Kulturhus är ett kommunalt kulturhus och hotell i Skellefteå, uppkallat efter Sara Lidman. Kulturhuset invigdes 8 september 2021.
Kulturhuset ligger i stadens centrum mellan Torget och ett planerat framtida resecentrum. Det upptar ett kvarter, som begränsas av Trädgårdsgatan, Kanalgatan, Torggatan och Södra Järnvägsgatan. Huset toppade projektdatabasen Sverige Byggers lista över de hetaste byggprojekten i Norrland sommaren 2019.
Bygget påbörjades i oktober 2018 och blev färdigställt under hösten 2021.

## Innehåll
Byggnaden inrymmer kulturverksamhet samt ett hotell, som drivs av Elite Hotels. Hotelldelen är på 10 000 m2 och omfattar drygt 200 gästrum, kafé, gym, restaurang och bar med 150 sittplatser samt mötesutrymmen om cirka 500 m2.  Kulturhusdelen är på 12 000 m2 och inrymmer Västerbottensteatern, Skellefteå konsthall, Stadsbiblioteket och Museum Anna Nordlander. 
Längs den västra väggen i anslutning till Skellefteå stadsbibliotek ryms Klara Kristalovas konstverk Allt är liv.

## Arkitektur
Kulturhuset har ritats av White arkitekter och är byggt i huvudsak i trä. Det är därmed, med 20 våningar och 80 meters höjd, ett av Europas högsta trähus. Byggnaden består av en låghusdel på fyra våningar och en torndel ovanpå, som sträcker sig ytterligare 16 våningar upp. Det ägs av företaget Samhällsbyggnadsbolaget i Norden AB, som ska hyra ut det till Skellefteå Kulturhus AB, dotterbolag till det kommunala företaget Skellefteå Stadshus AB.
Kommunfullmäktige tog i juni 2015 beslut om att bygga ett kulturhus. En öppen arkitekttävling utlystes i november 2015. Av 55 inlämnade och godkända förslag utsågs förslaget Sida vid sida av White arkitekter genom Robert Schmitz och Oskar Norelius till vinnare.
| ”                   | "Sida vid sida är ett elegant och tilltalande hus, uppbyggt av enkla volymer, som väl sammanfogar programmets olika delar till en fungerande enhet, där alla verksamheter får en tydlig identitet sida vid sida, samtidigt som de utmanas till nya samarbeten genom flexibla ytor att utnyttja gemensamt." "Hotellet placeras mitt i kvarteret och ges en tydlig egen volym, samtidigt som det genom sitt centrala läge bildar en samlande kraft i huset." "Byggnaden utstrålar lokal förankring genom sin träkaraktär där träet ger identitet till byggnaden. Förslaget uttalar en ambition om träbyggnadsinnovation och har förutsättningarna att bli ett fint inslag i samtida träarkitektur. Bärande trä kompletteras av dragelement i stål och en fasad i glas, genom vilket trästrukturen framstår väl synlig. Huset blir tydligt och stilrent i sitt uttryck och enkelt att underhålla, samtidigt som det genom sin lättillgänglighet och uppbyggnad i system utstrålar ett slags ”kulturverkstad” – en plats för möten och produktion, mitt i staden." | „ |
| – Juryns motivering | |   |

## Konstruktion
Den lägre fyravåningarsdelen, som rymmer själva kulturhuset, består av prefabricerat trä förstärkt med betongplattor som fördelar tornets vikt. Hotelldelen byggs av prefabricerade rumsmoduler i trä, placerade mellan hisskärnor av korslimmat trä och klädda i glas som speglar himlens skiftningar och ger intrycket av att tornet svävar lätt ovanför kulturhuset. Sammanlagt används för stommen omkring 10 000 kubikmeter KL-trä och 2 200  kubikmeter limträ från Martinsons i Bygdsiljum söder om Skellefteå. De övre delarna av byggnaden, också i trä, levereras av Deromegruppens husfabrik i Renholmen 40 kilometer norr om Skellefteå. Totalentreprenören för projektet är SSEA (f.d. HENT Sverige AB). Systerbolaget HENT AS har varit ansvarig för Mjøstårnet.

## Namn

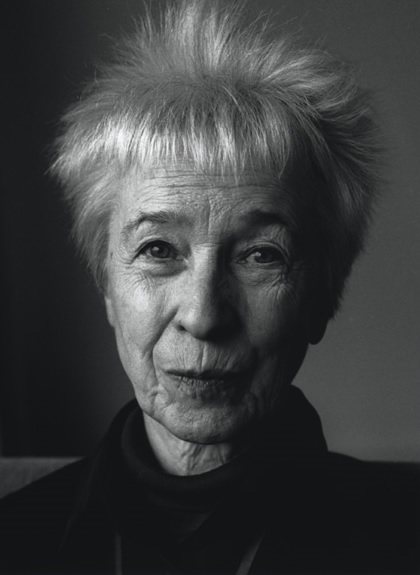
Sara Lidman

Namnet syftar på författaren Sara Lidman, född och uppvuxen i nuvarande Skellefteå kommun. Mottot under arkitekttävlingen var "ett kulturhus som vågar" och därefter har man anammat den beskrivning som följde Lidman, att vara "gnistrande och förargelseväckande".